# Gare d'Anstaing
La gare d'Anstaing est une gare ferroviaire française de la ligne de Somain à Halluin, située sur le territoire de la commune d'Anstaing, dans le département du Nord en région Hauts-de-France. 
C'est une halte voyageurs de la Société nationale des chemins de fer français (SNCF), desservie par des trains TER Nord-Pas-de-Calais.

## Situation ferroviaire
Établie à 32 mètres d'altitude, la gare d'Anstaing est située au point kilométrique (PK) 261,2 de la ligne de Somain à Halluin, entre les gares ouvertes de Bouvines et de Tressin.

## Service des voyageurs

### Accueil
Halte SNCF, c'est un point d'arrêt non géré (PANG) à entrée libre. L'accès se fait par le passage à niveau. 

### Desserte
Anstaing est desservie par des trains TER Nord-Pas-de-Calais qui effectuent des missions entre les gares d'Orchies et d'Ascq.
Cependant, cette exploitation a cessé en 2015, et devait reprendre en 2018 après des travaux de régénération de la voie ferrée.

### Intermodalité
Le stationnement des véhicules est possible à proximité. L'arrêt Branly, desservi par des bus du réseau Ilévia (lignes 69R et 73) est situé à environ 200 mètres du passage à niveau, peu après le carrefour avec la rue Édouard Branly.